# SN 1989Z
SN 1989Z – supernowa odkryta 30 grudnia 1989 roku w galaktyce NGC 4013. Jej jasność pozostaje nieznana.